# سنديان مسنن
السنديان المسنن أو سنديان مسنن الورق نوع نباتي شجري من جنس السنديان من الفصيلة الزانية.

## الموئل والانتشار
ينتشر هذا النوع في مناطق شرق آسيا من الصين وكوريا إلى اليابان.